# Florencio Xatruch
Florencio Xatruch Villagra (San Antonio de Oriente, 21 de octubre de 1811–Managua, 15 de febrero de 1893) fue un abogado, militar y político hondureño, el cual es considerado un héroe centroamericano, por luchar contra la invasión de William Walker y los filibusteros e impedir que Centroamérica fuera anexada a los Estados Confederados.
Alcanzó el grado de general de División; fue vicepresidente de Honduras entre los años 1864 y 1868; además, fue presidente de facto de Honduras en 1871, derrocado el mismo año.

## Biografía
Florencio Xatruch nació en Comayagua, municipio del departamento de Comayagua, Honduras, el 21 de octubre de 1811. Su padre, Ramón Xatruch, era de origen catalán de la población de Vilaseca, y su madre fue la señora Eugenia Xatruch, perteneciente a la alta sociedad de Choluteca, cuya familia era propietaria de granjas. Sus estudios los llevó a cabo en la Universidad de Managua, Nicaragua. Xatruch tuvo una gran participación e influencia, tanto política como militarmente, en toda la región centroamericana. Además de su carrera militar, también fue minero y ganadero en Honduras y Nicaragua.

### Ascenso militar
Después de terminar sus estudios en Nicaragua, Florencio Xatruch retornó a Honduras donde se unió a las tropas de Domingo Sarmiento y Santos Sánchez, en 1826, en contra del gobierno en turno de Diego Vigil.
Posteriormente, Florencio Xatruch luchó en los ejércitos del general Francisco Morazán. Fue por ello que el 14 de marzo de 1832, fue ascendido a sargento por orden del propio general Francisco Morazán, luego se inclinó por el conservadurismo.
En 1841, Florencio Xatruch logró el ascenso a capitán por orden del general Julián Tercero quien era parte de la administración del presidente general Francisco Ferrera.

### Diputado
Pero, Florencio Xatruch no solo ascendía en rangos militares, su misma fama de militar pronto lo catapultaría a la política de Honduras. Fue por ello que resultó elegido como diputado al Congreso Nacional del Estado hondureño en 1848 por el departamento de Choluteca, durante el gobierno del presidente Juan Lindo.

### Levantamiento en armas
Un par de años después, Florencio Xatruch se levantó en armas apoyando a su amigo José Santos Guardiola en contra del gobierno liberal del general José Trinidad Cabañas. Por estos hechos, Florencio Xatruch se vio obligado a trasladarse a Nicaragua, junto a su hermano Pedro Xatruch, quien también era militar.

### Campaña contra William Walker y los filibusteros
En 1855, Florencio Xatruch es ascendido al rango de general de brigada por el presidente nicaragüense José María Estrada y por orden del acuerdo Walker-Corral, es nombrado comandante de Rivas, en octubre de 1855. Alrededor de ese tiempo, el filibustero William Walker se había tomado gran parte del territorio nicaragüense con el propósito de convertirlo en estado de Estados Unidos de América. Unido a ello, estaba la motivación de William Walker de restablecer en Nicaragua, y extender luego en Centroamérica, la esclavitud y otras políticas similares a aquellas de los estados sureños. 
Ante esta situación, Centroamérica entró en estado de alerta. Los cinco países (Guatemala, Nicaragua, El Salvador, Honduras y Costa Rica) dejaron de lado sus diferencias políticas y se unieron por el bien común de la región. 
El presidente de Honduras en ese entonces general brigadier José Santos Guardiola contribuyó a la causa con más de trescientos hombres, los cuales estarían bajo la dirección del general Florencio Xatruch. Una vez en Nicaragua estos hombres y todos los demás fueron puestos bajo el mando de Florencio Xatruch quien fue nombrado primer general en jefe de los ejércitos aliados de Centroamérica. Sin embargo, por acuerdos políticos, luego asumió el mando don José Joaquín Mora Porras y Florencio Xatruch quedó como inspector general. 
Durante este conflicto armado el general Florencio Xatruch dio muestras de gran liderazgo y valentía dirigiendo a sus hombres de forma efectiva. Entre los combates que dirigió contra los filibusteros se destaca el de La Puebla, en Rivas. Las sangrientas batallas de esta guerra, dejaron un gran número de bajas por ambos bandos, pero al final las fuerzas aliadas se impusieron por sobre los filibusteros y el territorio nicaragüense fue recuperado. 

El 12 de junio de 1857, el general Florencio Xatruch hace su entrada triunfal en la ciudad colonial de Comayagua, capital del estado de Honduras donde es recibido con todos los honores. 

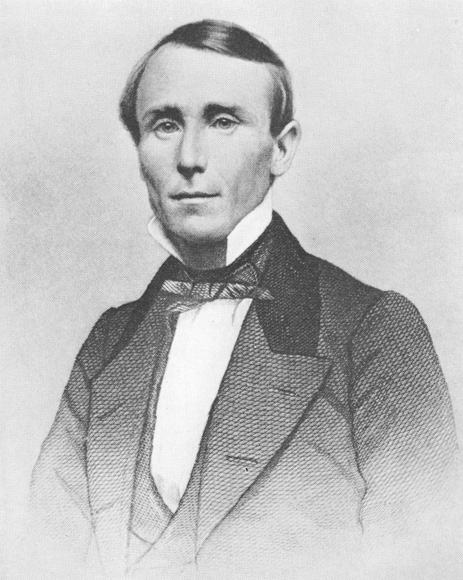
El filibustero William Walker murió ejecutado en la ciudad de Trujillo a manos de tropas del general Xatruch.

Además de Honduras, el general Florencio Xatruch fue objeto de distinciones de todo tipo por parte de los demás gobiernos de Centroamérica, entre los que destacan; el ascenso que se le hace en Guatemala como general de brigada.

### Cargos políticos
En 1858 el presidente general José Santos Guardiola lo nombró como director de dos ministerios: el Ministerio de Guerra y el Ministerio de Hacienda, que antes estaban en un solo despacho. El general Xatruch permaneció en el cargo desde el 22 de mayo de 1858 hasta el 3 de febrero de 1860. Durante este período, el general Xatruch también desempeñó el cargo de ministro de Relaciones Exteriores y ministro general interino. Luego regresó a Nicaragua donde trabajó en los caminos de Mateare, Masatepe y Jinotepe.
El 15 de febrero de 1864, la asamblea general de Honduras declara al general Florencio Xatruch vicepresidente de la república, de acuerdo a la Constitución de Honduras de 1848. Pero por sus conflictos con el presidente capitán general José María Medina fue destituido por la asamblea legislativa. 
Después de estos hechos, el general Florencio Xatruch se asila en El Salvador, donde es nombrado comandante y gobernador de San Miguel, por el gobierno de Francisco Dueñas. 

### Presidentede factode Honduras
Desde El Salvador y con el apoyo del gobierno de ese país, el general lanza una ofensiva militar, en contra del presidente general José María Medina. El general Xatruch invade Honduras con trescientos hondureños y setecientos vicentinos salvadoreños, el ataque militar fue exitoso y logra derrocar al presidente general José María Medina, para luego proclamarse, el 26 de marzo de 1871 en la ciudad de Nacaome, presidente provisional de Honduras. En ese cargo duró hasta el 23 de mayo del mismo año, cuando fue derrotado por las fuerzas del general José María Medina, por lo que el general Xatruch se vio forzado a exiliarse en Nicaragua donde permaneció por algún tiempo. 

### Cargos militares
Por sus acciones en contra del general José María Medina, el premio al general Florencio Xatruch llegó mucho tiempo después, cuando el presidente Ponciano Leiva le otorgó el cargo de comandante de armas de Trujillo en 1876. 
Dos años más tarde, el presidente de Nicaragua, don Pedro Joaquín Chamorro, lo nombró gobernador militar de Chinandega y León, y en ese mismo año, el 9 de agosto le confirieron el grado de general de división del Ejército de Nicaragua.

## Muerte
El general Florencio Xatruch falleció el 15 de febrero de 1892 a los 81 años de edad. Sus restos descansan en el panteón nacional de Nicaragua.
El diario La Gaceta de Nicaragua, refiriéndose al funeral, publicó lo siguiente:

«Así honraron el Gobierno y el vecindario de Nicaragua la memoria de ese distinguido militar, cuya muerte, Nicaragua considera como una pérdida nacional por gratitud a los grandes servicios que le prestó con su espada y porque aquí se consideran como hermanos los hijos de las demás secciones en que hoy está dividida la Patria Centroamericana».

## Honores
- El Congreso Nacional de Nicaragua, por decreto del 24 de febrero de 1893, autorizó al poder ejecutivo para colocar en la tumba una placa con la siguiente inscripción:

«Nicaragua al hondureño de origen y nicaragüense por adopción, general don Florencio Xatruch, testimonio de admiración y gratitud por los servicios prestados a la Patria».

Por lo que Nicaragua lo considera un héroe.